# Henryk Kolischer
Henryk Kolischer (ur. 31 grudnia 1853 we Lwowie, zm. 9 czerwca 1932 w Wiedniu) – żydowski przemysłowiec, prawnik, poseł do Sejmu Krajowego Galicji, austriackiej Rady Państwa oraz na Sejm Ustawodawczy RP.

## Życiorys
Syn Maurycego (Moritza) i Klary z Kaufmanów. Ukończył gimnazjum we Lwowie, Studiował prawo na uniwersytetach we Lwowie, Wiedniu, Lipsku i Getyndze, na tym ostatnim uzyskał doktorat z prawa. Ukończył także szkołę gospodarstwa wiejskiego w Wiedniu. Po studiach zamieszkał w majątku Czerlany, w pow. gródeckim gdzie kierował własną papiernią „Aerlawich”. Brał udział w licytacji dóbr zakopiańskich. Był autorem kilku broszur na temat prawa gospodarczego, m.in. Rodbertus Ansichten iiber den landwirtlzschaftlichen Hypothekenkredit (Wien 1876).
Był posłem na Sejm Krajowy Galicji VIII (28 grudnia 1901 - 12 października 1907) i IX kadencji (15 września 1908 - 2 kwietnia 1913) wybieranym w kurii II (z lwowskiej Izby Handlowej). Jako poseł był bardzo aktywny - pracował w licznych komisjach sejmowych m.in. w komisji górniczej, kolejowej, przemysłowej i wodnej. Opowiadał się tak na zebraniach plenarnych jak i komisjach za uprzemysłowieniem kraju i rozbudową jego sieci komunikacyjnej. Zwolennik asymilacji Żydów do społeczeństwa polskiego.
Był także posłem do austriackiej Rady Państwa IX kadencji (27 marca 1897 – 8 czerwca 1900) wybranym w kurii II – gmin miejskich z okręgu wyborczego nr 6 (Przemyśl - Gródek Jagielloński), X kadencji (31 stycznia 1901 – 30 stycznia 1907) wybranym w kurii III – izb przemysłowo-handlowych (z brodzkiej Izby Handlowej) a także XI kadencji (17 lutego 1907 – 30 marca 1911) wybranym w okręgu 17 (Kołomyja) i XII kadencji (17 lipca 1911 – 28 października 1918) wybranym nr 31 (Brody - Stare Brody - Hucisko Brodzkie -  Łopatyn - Ruda Brodzka - Radziechów - Podkamień). Członek delegacji austriacko-węgierskich. W parlamencie był członkiem Koła Polskiego. W Wiedniu zyskał uznanie jako znawca kolejnictwa i spraw taryfowych. Od 1909 był działaczem Polskiego Stronnictwa Demokratycznego, następnie w 1911 związał się ze Polskim Stronnictwem Postępowym. W październiku 1916 r. poparł wniosek Ignacego Daszyńskiego w Kole Polskim, postulujący odbudowę państwa polskiego.
Po wybuchu I wojny światowej w 1914 został członkiem Miejskiej Straży Obywatelskiej we Lwowie (sekcja I w dzielnicy I).
Po powstaniu niepodległego państwa polskiego wszedł do Sejmu Ustawodawczego (1918–1922), na mocy dekretu Naczelnika Państwa. Był w nim członkiem Klubu Pracy Konstytucyjnej. Po zakończeniu kadencji sejmu zrezygnował z szerszej działalności publicznej. Zajął się teraz głównie działalnością gospodarczą. Członek Rady Centralnego Związku Polskiego Przemysłu, Górnictwa, Handlu i Finansów (1920). Ponadto należał do Rady Przemysłowej i Robotniczej, Rady Kolei Państwowych, Tow. Ekonomicznego w Krakowie. Prezydent (wzgl. prezes) Izby Przemysłowo-Handlowej we Lwowie, wybierany: w 1925, w 1927. Członek rady nadzorczej Banku Krajowego. Honorowy Obywatel Miasta Gródek Jagielloński.
Zmarł w sanatorium Cottagé w Wiedniu. Pochowany na Cmentarzu Żydowskim we Lwowie.

## Życie prywatne
Ożenił się w 1888 z Bertą z Klärmannów. Mieli syna i córkę.

## Ordery i odznaczenia
- Krzyż Komandorski Orderu Odrodzenia Polski (7 listopada 1925)[16]
- Order Żelaznej Korony III klasy (Austro-Węgry)
- Krzyż Komandorski z Gwiazdą Orderu Franciszka Józefa (Austro-Węgry, 1908)[17]
- Krzyż Komandorski Orderu Franciszka Józefa (Austro-Węgry, 1906)[18]